# Al Tahoe
Al Tahoe – dzielnica miasta South Lake Tahoe w Stanach Zjednoczonych, w stanie Kalifornia, w hrabstwie El Dorado. Do 1965 r. obszar niemunicypalny.